# Robert King (1er vicomte Lorton)
Pour les articles homonymes, voir Robert King (homonymie) et King.
Robert Edward King, 1er vicomte Lorton (12 août 1773 - 20 novembre 1854), est un pair et un homme politique anglo-irlandais. Il est connu pour son ferme soutien aux politiques anti-catholiques et son étroite association avec l'Ordre d'Orange.

## Famille
Né à Londres dans la maison de ville de ses parents, il est le troisième enfant et le deuxième fils de Robert King (2e comte de Kingston) et de sa femme, l'héritière Caroline Fitzgerald. La fortune de sa mère (via sa propre mère) a fait des Kings peut-être la famille la plus riche d'Irlande depuis quelque temps. Sa sœur est Margaret King et l'une des gouvernantes de la famille est Mary Wollstonecraft.
Le 9 décembre 1799, il épouse sa cousine germaine Frances Parsons, fille de Laurence Parsons (1er comte de Rosse) et de Jane King (elle-même fille du premier comte de Kingston). Ils ont plusieurs enfants, dont deux fils et cinq filles. Le fils aîné lui succède comme comte, après la mort de trois cousins sans enfants ou célibataires. Le fils cadet fonde la lignée de King-Harman, produisant un historien de la famille de la famille King et de leurs domaines.

## Scandale de 1798
Après une période de service dans l'armée débutant 1792, Robert King acquiert une certaine notoriété lorsqu'il est jugé en avril 1798 aux Assises de Cork pour le meurtre de son cousin illégitime (ou demi-oncle maternel) le colonel Henry Gerald FitzGerald, pour avoir séduit sa sœur. Il est acquitté car aucun témoin ne s'est manifesté. Son père est également acquitté par la Chambre des lords irlandaise. Il y a une sympathie considérable pour la famille King, parce que Fitzgerald a été élevé par les King; ses actes sont donc individuellement discrédités, étant considérés comme une ingratitude flagrante, un abus de confiance dans la famille, de l'inceste, ainsi qu'un comportement tout simplement déshonorant. 

## Carrière
Ce scandale n'affecte pas la carrière de Robert King; il représente Jamestown à la Chambre des communes irlandaise de 1796 à 1798, puis est député de Boyle jusqu'à l'Acte d'Union en 1801. L'influence politique de sa famille lui a probablement acheté non seulement son siège, mais aussi sa pairie irlandaise. Dans la vie militaire, il se distingue au combat et il est promu major-général en 1808, lieutenant-général en 1813 et finalement général en 1830. Bien qu'il ait réussi dans sa carrière choisie, il semble avoir peu marqué l'histoire militaire, comparé à d'autres nobles anglo-irlandais tels qu'Arthur Wellesley, 1er duc de Wellington ou Eyre Coote, ou le premier Lord Cornwallis. Au Parlement, il est connu comme un anti-catholique virulent et est le principal Orangiste d'Irlande de son vivant.
Robert King est créé baron Erris de Boyle, dans le comté de Roscommon le 29 décembre 1800 dans la pairie d'Irlande, et est élevé pour devenir vicomte Lorton, de Boyle, dans le comté de Roscommon le 28 mai 1806. Il est élu pair représentatif en 1823 et est nommé Lord Lieutenant de Roscommon entre 1831 et 1854, un honneur purement cérémoniel mais important. Il meurt le 20 novembre 1854 au château de Rockingham. Son fils aîné, Robert King, 2e vicomte Lorton, devient comte de Kingston à la mort de son cousin en 1869. Les titres sont restés unis depuis.
Son plus jeune fils, Lawrence (plus tard King-Harman), hérite des domaines de Rockingham et de Newcastle. Le domaine de Rockingham est hérité par Edward King-Harman, député et, plus tôt dans sa vie, aventurier. Sa fille, Frances, épouse Thomas Stafford, 1er baronnet, médecin et membre du Conseil privé d'Irlande. Leur petite-fille, Joan, Lady Dunn est la représentante de la branche Rockingham de la famille.
Les domaines de Newcastle passent par le fils cadet de Lawrence, l'ancêtre de Tony King-Harman, l'historien de la famille King.